# T-Mobile
T-Mobile — група компаній, що працюють в галузі мобільного зв'язку, перебувають у власності німецького телекомунікаційного холдингу Deutsche Telekom. Ці компанії керують GSM-мережами в Європі та США.

## Загальні відомості
T-Mobile має покриття в 11 європейських країнах — Австрії, Хорватії, Чехії, Німеччині (як Telekom), Угорщині (Magyar Telekom), Македонії, Чорногорії (Crnogorski Telekom), Нідерландах, Польщі, Словаччині і Великій Британії, а також у Сполучених Штатах, Пуерто-Рико та американських Віргінських островах.
Глобально T-Mobile International із дочірніми підприємствами мають в цілому близько 150 мільйонів абонентів, що робить компанію сімнадцятою за величиною в світі серед виробників мобільних телефонів та постачальників послуг абонентам і третьою за величиною після багатонаціональних Vodafone у Великій Британії і компанії Telefónica в Іспанії.
Своє відділення в США T-Mobile збиралося продати AT&T за $ 25 млрд і 14 млрд своїми акціями, що приблизно 8 % AT&T. Перепоною на шляху до операції стала позиція міністра США і Федерального агентства зв'язку. Останні порахували, що операція порушить антимонопольне законодавство. Тепер, згідно з контрактом, AT&T доведеться виплатити Deutsche Telekom неустойку в розмірі $4 млрд за зрив угоди.